# 장천초등학교 (경북)
장천초등학교는 대한민국 경상북도 구미시에 있는 공립 초등학교이다.

## 학교 연혁
- 1927년	9월 15일 장천공립보통학교 개교
- 1968년 8월 1일	영남분교장 개교
- 1981년	3월 1일	병설 유치원 개원
- 1993년	3월 1일	오로분교 통폐합
- 1996년 3월 1일	장천초등학교로 교명 변경
- 2000년	2월 29일 영남분교장 폐교
- 2011년 9월 31일 다목적 강당 <꿈의 전당> 개관
- 2013년	4월 1일 후관 건물 신축(급식실, 유치원교실, 돌봄교실)
- 2015년	9월 1일 제29대 이시백 교장 부임
- 2016년	3월 1일	예술꽃 씨앗학교 운영
- 2017년	10월 10일 본관 건물 리모델링(외벽, 창문, 계단)
- 2018년	2월 13일 제88회 졸업(졸업생 21명, 총 8,385명)

## 참고 자료
- 장천초등학교 - 한국교육학술정보원 학교알리미